# Zamoskvoretskiy Klub Sporta

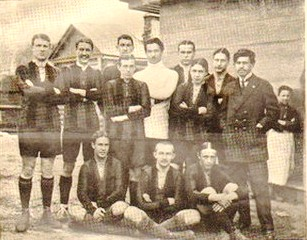
Imagem da equipe de 1912.

Замоскворецкий клуб спорта (em português: Clube esportivo de Zamoskvoretsky), também conhecido como Zamoskvoretsky Moscow, foi um clube de futebol do Império Russo, criado em 1909. Suas cores eram vermelho e preto.